# Avon (rivier in West-Australië)
De Avon is een rivier in de regio Wheatbelt in West-Australië. De Avon heeft een lengte van 240 kilometer, een stroomgebied van 125.000 km² en mondt uit in de Swan.

## Geschiedenis
De Nyungah Aborigines leefden reeds duizenden jaren in de vallei van de Avon en noemden de rivier de Colguler. De eerste Europeaan die de rivier 'ontdekte' was 'Ensign' Robert Dale van het 63e regiment tijdens een expeditie ten oosten van de kolonie aan de rivier de Swan in 1830. De rivier zou door gouverneur James Stirling naar een rivier in Engeland zijn vernoemd.
Sinds het begin van de kolonisatie in de jaren 1830 heeft het stroomgebied van de Avon grote veranderingen ondergaan. Massale ontbossing voor landbouwdoeleinden leidde tot erosie en vervolgens tot de verzanding van de rivier. Na een zware overstroming 1955 werd een programma uitgewerkt in de hoop de rivier na een periode van regenval beter te beheersen. Tussen 1957 en 1972 werd de rivierbedding uitgediept en bomen en puin weggeruimd opdat de rivier vloedwater sneller zou weg krijgen. Dit zorgde echter voor nog meer erosie en de waterpoelen langs de rivier verzandden. Ontbossing en landbouw leidden niet alleen tot verzanding maar ook tot verzilting en eutrofiëring. De Avon had oorspronkelijk zesentwintig grote waterpoelen, zeven daarvan zijn volledig verzand. Er wordt door lokale overheden, gemeenschapsgroeperingen en Aboriginesgroepen gewerkt aan het in ere herstellen van de waterpoelen langs de rivier door sediment weg te halen en door middels technische ingrepen te voorkomen dat ze opnieuw verzanden. Er worden oevergewassen heraangeplant en beschermd door hekwerken. De waterkwaliteit en vegetatie worden gemonitord en er wordt aan onderhoud gedaan, ongewenst onkruid weggehaald.

## Geografie
De Avon is een efemere rivier. Ze ontspringt nabij het zoutmeer van Yealering ten oosten van Pingelly en loopt in noordwestelijke richting door de plaatsen Beverley, York en Northam alvorens ze nabij Toodyay naar het zuidwesten ombuigt. Vanaf de samenvloeiing met de Wooroloo-beek gaat de Avon over in de Swanrivier. De Avon loopt door een veertigtal permanente en semi-permanente waterpoelen. De bekendste zijn :
- Robins Pool (189m)
- Jimperding Pool (117m)
- Long Pool (114m)
- Cobbler Pool (113m)

Een dertigtal (meestal efemere) waterlopen voeden de Avon :
- Woodebulling Brook (266m)
- Bindermucking Gully (263m)
- Sandplain Creek (232m)
- Nalyaring Gully (221m)
- Avon River South (211m)
- Bally Bally Gully (210m)
- Weam Gully (208m)
- Turkey Cock Gully (206m)
- Monjerducking Gully (206m)
- Solomons Gully (190m)
- Dale River (189m)
- Yangedine Brook (180m)
- Mackie River (180m)
- Bland Brook (178m)
- Sermon Gully (164m)

- Heal Brook (161m)
- Spencers Brook (155m)
- Mortlock River (146m)
- Wongamine Brook (146m)
- Mistake Creek (143m)
- Harper Brook (141m)
- Boyagerring Brook (133m)
- Mortigup Brook (128m)
- Toodyay Brook (128m)
- Jimperding Brook (123m)
- Malkup Brook (114m)
- Munnapin Brook (110m)
- Julimar Brook (109m)
- Red Swamp Brook (77m)
- Brockman River (55m)

- Virtual International Authority File: 315125948